# Wappen der Aserbaidschanischen SSR
Das Wappen der Aserbaidschanischen SSR basiert auf dem Wappen der Sowjetunion. Es zeigt neben Symbolen der Landwirtschaft auch einen Ölförderturm, der auf die reichen Bodenschätze (u. a. Erdöl) hinweisen soll.
Die Farbe Rot sowie Hammer und Sichel symbolisieren den Kommunismus, der fünfzackige Stern den „Sozialismus auf allen fünf Erdteilen“. Die aufgehende Sonne stand für die „strahlende Zukunft“ des Landes Aserbaidschan.
Auf dem Spruchband ist die Losung „Proletarier aller Länder, vereinigt Euch!“ in Russisch und Aserbaidschanisch angegeben. Im Aserbaidschanischen lautet der Satz “Бүтүн ватанрин пролетарлары, бирлешин!” (in der heutigen Lateinschrift Bütün vatanrin proletaları, birleşin!), im Russischen «Пролетарии всех стран, соединяйтесь!».
Ferner ist die damalige Landesbezeichnung in beiden Sprachen, Russisch und Aserbaidschanisch, angegeben.